# Championnat d'Allemagne féminin de football 1998-1999
Navigation
Édition précédente Édition suivante
La Frauen-Bundesliga 1998-1999 est la 26e édition du championnat d'Allemagne féminin de football.
Le premier niveau du championnat féminin oppose douze clubs allemands en une série de vingt-deux rencontres jouées durant la saison de football. La compétition débute le 22 août 1998 et s'achève le 23 mai 1999.
Les deux dernières places sont synonymes de relégation en Regionalliga.
Lors de l'exercice précédent, le SC Fribourg et le WSV Wolfsburg ont gagné le droit d'évoluer dans cette compétition après avoir fini premier de leur groupe des phases finales de Regionalliga.
À l'issue de la saison, le FFC Francfort décroche le premier titre de champion d'Allemagne de son histoire. Dans le bas du classement, le FFC Heike Rheine et le SC Fribourg, sont relégués.
| \| SC Bad Neuenahr FCR Duisbourg FFC Francfort FSV Francfort SC Fribourg Grün-Weiß Brauweiler FFC Heike Rheine TuS Niederkirchen I 0FC Sarrebruck Sportfreunde Siegen SSV Turbine Potsdam WSV Wolfsburg \| Localisation des clubs engagés dans le championnat. |
| SC Bad Neuenahr FCR Duisbourg FFC Francfort FSV Francfort SC Fribourg Grün-Weiß Brauweiler FFC Heike Rheine TuS Niederkirchen I 0FC Sarrebruck Sportfreunde Siegen SSV Turbine Potsdam WSV Wolfsburg                                                           |

## Participants
Ce tableau présente les douze équipes qualifiées pour disputer le championnat 1998-1999. On y trouve le nom des clubs, la date de création du club, l'année de la dernière montée au sein de l'élite, leur classement de la saison précédente, le nom des stades ainsi que la capacité de ces derniers.
Légende des couleurs
- Champion de 1. Frauen-Bundesliga la saison précédente.
- Promu de Regionalliga.

| Nom du club          | Date de création | Dernière montée | Cls 1998 | Stade                      | Capacité | Nb T. |
| -------------------- | ---------------- | --------------- | -------- | -------------------------- | -------- | ----- |
| FSV Francfort        | 1970             | 1990            | 1        | Stadion am Bornheimer Hang | 12 500   | 3     |
| FFC Francfort        | 1973             | 1990            | 2        | Stadion am Brentanobad     | 5 200    | /     |
| FCR Duisbourg        | 1977             | 1993            | 3        | PCC-Stadion                | 3 000    | /     |
| Grün-Weiß Brauweiler | 1974             | 1991            | 4        | Stade inconnu              | -        | 1     |
| Sportfreunde Siegen  | 1971             | 1990            | 5        | Leimbachstadion            | -        | 6     |
| SSV Turbine Potsdam  | 1971             | 1994            | 6        | Karl-Liebknecht-Stadion    | 10 499   | /     |
| FFC Heike Rheine     | 1986             | 1990            | 7        | Jahnstadion                | 4 009    | /     |
| FC Sarrebruck        | 1990             | 1990            | 8        | Stadion Kieselhumes        | 6 000    | /     |
| TuS Niederkirchen    | 1969             | 1990            | 9        | Sportgelände Nachtweide    | -        | 1     |
| SC Bad Neuenahr      | 1907             | 1997            | 10       | Apollinarisstadion         | 4 580    | 1     |
| SC Fribourg          | 1975             | 1998            | Reg.     | Möslestadion               | 18 000   | /     |
| WSV Wolfsburg        | 1973             | 1998            | Reg.     | VfL-Stadion am Elsterweg   | 17 600   | /     |

## Compétition

### Classement
Le classement est calculé avec le barème de points suivant : une victoire vaut trois points, le match nul un et la défaite zéro.
Les critères utilisés pour départager en cas d'égalité au classement sont les suivants :
1. différence entre les buts marqués et les buts concédés sur la totalité des matchs joués dans le championnat ;
2. plus grand nombre de buts marqués sur la totalité des matchs joués dans le championnat.

| Rang | Équipe               | Pts | J  | G  | N | P  | Bp | Bc | Diff |
| ---- | -------------------- | --- | -- | -- | - | -- | -- | -- | ---- |
| 1    | FFC Francfort        | 59  | 22 | 19 | 2 | 1  | 96 | 11 | +85  |
| 2    | FCR Duisbourg C      | 56  | 22 | 18 | 2 | 2  | 77 | 14 | +63  |
| 3    | Sportfreunde Siegen  | 37  | 22 | 10 | 7 | 5  | 32 | 28 | +4   |
| 4    | SSV Turbine Potsdam  | 29  | 22 | 7  | 8 | 7  | 41 | 39 | +2   |
| 5    | FSV Francfort T      | 29  | 22 | 7  | 8 | 7  | 26 | 31 | -5   |
| 6    | WSV Wolfsburg P      | 27  | 22 | 7  | 6 | 9  | 39 | 48 | -9   |
| 7    | FC Sarrebruck        | 24  | 22 | 6  | 6 | 10 | 21 | 31 | -10  |
| 8    | TuS Niederkirchen    | 24  | 22 | 7  | 3 | 12 | 26 | 54 | -28  |
| 9    | Grün-Weiß Brauweiler | 23  | 22 | 6  | 5 | 11 | 29 | 51 | -22  |
| 10   | SC Bad Neuenahr      | 23  | 22 | 5  | 8 | 9  | 18 | 43 | -25  |
| 11   | FFC Heike Rheine     | 22  | 22 | 6  | 4 | 12 | 29 | 44 | -15  |
| 12   | SC Fribourg P        | 11  | 22 | 2  | 5 | 15 | 18 | 58 | -40  |

| Légende : | Légende : |
| --------- | --- |
|           | Relégué en Regionalliga. |
|           | T Tenant du titre. P Promu de Regionalliga. C Vainqueur de la DFB-Pokal Frauen 1998-1999. Pts points ; G victoires ; N matchs nuls ; P défaites Bp buts marqués ; Bc buts encaissés ; Diff différence de buts |

### Résultats
| Résultats (▼dom., ►ext.)                                   | Bad | Dui | Fra | Fra | Fri | Grü | Hei | Nie | Sar | Sie | Tur | Wol  |
| SC Bad Neuenahr                                            |     | 1-5 | 0-6 | 0-0 | 1-0 | 1-5 | 2-2 | 2-0 | 1-0 | 0-1 | 0-0 | 1-3  |
| FCR Duisbourg                                              | 7-0 |     | 2-0 | 1-2 | 5-0 | 6-1 | 3-1 | 5-0 | 1-0 | 1-0 | 4-0 | 3-2  |
| FFC Francfort                                              | 1-0 | 2-2 |     | 7-0 | 3-1 | 3-0 | 7-0 | 9-1 | 4-0 | 6-0 | 3-0 | 10-0 |
| FSV Francfort                                              | 0-3 | 0-0 | 0-2 |     | 1-2 | 2-0 | 3-0 | 2-0 | 1-1 | 2-2 | 2-2 | 2-2  |
| SC Fribourg                                                | 1-1 | 0-8 | 0-7 | 0-1 |     | 1-3 | 3-0 | 0-1 | 3-3 | 1-1 | 0-7 | 1-1  |
| Grün-Weiß Brauweiler                                       | 1-2 | 1-6 | 1-6 | 1-1 | 4-3 |     | 1-0 | 5-0 | 1-2 | 0-3 | 2-1 | 0-0  |
| FFC Heike Rheine                                           | 4-0 | 0-3 | 0-3 | 2-1 | 1-1 | 2-0 |     | 6-1 | 2-2 | 0-0 | 2-1 | 5-1  |
| TuS Niederkirchen                                          | 0-0 | 0-4 | 0-4 | 3-1 | 3-1 | 2-0 | 3-0 |     | 1-2 | 2-1 | 3-3 | 1-2  |
| FC Sarrebruck                                              | 2-2 | 0-3 | 0-2 | 1-0 | 3-0 | 0-0 | 1-0 | 0-1 |     | 0-1 | 0-1 | 3-0  |
| Sportfreunde Siegen                                        | 2-0 | 2-6 | 0-2 | 2-0 | 1-0 | 1-1 | 3-2 | 2-0 | 2-0 |     | 5-2 | 1-1  |
| SSV Turbine Potsdam                                        | 2-2 | 2-1 | 4-4 | 1-2 | 1-0 | 2-2 | 4-0 | 2-1 | 0-0 | 1-1 |     | 2-3  |
| WSV Wolfsburg                                              | 1-2 | 0-1 | 0-5 | 2-3 | 2-0 | 7-0 | 1-0 | 3-3 | 5-1 | 1-1 | 2-3 |      |
| - Victoire à domicile - Match nul - Victoire à l'extérieur |     |     |     |     |     |     |     |     |     |     |     |      |

## Bilan de la saison
| Championnat d'Allemagne féminin de football 1998-1999 |                           |
| Champion                                              | FFC Francfort (1er titre) |
| Dauphin                                               | FCR Duisbourg             |
| Coupes et trophées                                    |                           |
| Vainqueur DFB-Pokal Frauen 1998-1999                  | FCR Duisbourg             |
| Promotions et relégations                             |                           |
| Promus en Frauen-Bundesliga                           | FFC Flaesheim-Hillen (en) |
| Promus en Frauen-Bundesliga                           | FC Nuremberg              |
| Relégués en Regionalliga                              | FFC Heike Rheine          |
| Relégués en Regionalliga                              | SC Fribourg               |

## Statistiques
| Cls | Joueuse        | Club                 | Buts |
| --- | -------------- | -------------------- | ---- |
| 1   | Inka Grings    | FCR Duisbourg        | 25   |
| 2   | Claudia Müller | FFC Francfort        | 20   |
| 2   | Birgit Prinz   | FFC Francfort        | 20   |
| 4   | Heidi Mohr     | TuS Niederkirchen    | 18   |
| 5   | Monika Meyer   | FFC Francfort        | 17   |
| 6   | Maren Meinert  | FCR Duisbourg        | 15   |
| 7   | Doris Fitschen | FFC Francfort        | 13   |
| 7   | Carmen Holinka | Grün-Weiß Brauweiler | 13   |
| 9   | Renate Lingor  | FFC Francfort        | 11   |
| 9   | Bianca Mühe    | WSV Wolfsburg        | 11   |